# 阿爾達的語言
阿爾達的語言（中土大陸語言）指《魔戒》作者J. R. R. 托爾金所發明出來的使用於其關於阿爾達的一系列著作中的人造語言，這些著作包含《哈比人歷險記》、《魔戒》及《精靈寶鑽》等。這些人造語言的重要性不但表現在其為托爾金筆下架空世界的靈感來源，也為其著作中所出現的名字與名詞提供一般奇幻或科幻小說中所缺乏的真實的語言學深度。而一般關於托爾金的人造語言的研究，又稱為「托爾金語言學」。
一般從兩個角度來看托爾金語言的研究：「外部歷史」：托爾金創造這些語言的思考、哲學態度，亦即「創作史」；以及「內部歷史」：托爾金筆下架空世界的歷史，亦即阿爾達的歷史。

## 另見
- 托爾金的精靈語

魔戒作者托爾金發明的各種中土世界的語言，包括精靈語、矮人語
1. 昆雅语（Quenya）（諾多精靈語，基於芬兰语）
2. 辛达林（Sindarin）（灰精靈語言，基於威尔士语）
3. 黑暗語（Black Speech）
4. 半獸人語（Orkish）
5. 矮人語（Khuzdul）（基於闪-含语系的語言）
6. 阿登奈克語（Adûnaic）
7. 西方通用語（Westron）
8. 帖勒瑞林語（Telerin）
9. 多瑞亞林語（Doriathrin）
10. 南多林語（Nandorin）
11. 洛汗语（Rohirric）
12. 古辛達林（Old Sindarin）
13. 依爾克林語（Ilkorin）
14. 雅維瑞語（Avarin）
15. 樹人語（Entish）
16. 主神語（Valarin）
歐羅米語（Oromëan）
17. 古精靈語（Primitive Elvish）
18. 早期諾多精靈語（Gnomish；Goldogrin）（早期發明的精靈語，辛达林的前身）
19. 早期昆雅語（Qenya）（早期發明的精靈語，昆雅的前身）

## 外部連結
- Ardalambion （页面存档备份，存于） - 介紹阿爾達的語言（英文）
- The Elvish Linguistic Fellowship （页面存档备份，存于） - 出版 Parma Eldalamberon、Tengwestië 及 Vinyar Tengwar 等托爾金語言學相關期刊（英文）
- The Elvish Linguistic Fellowship （页面存档备份，存于） - 關於托爾金語言的常見問答集（英文）
- The Elvish Linguistic Fellowship （页面存档备份，存于） - 提供之托爾金語言的學習資源（英文）
- 第二次托爾金語言國際會議（英文）
- Tyalië Tyelellieva - 托爾金語言學習網站（英文）
- 托爾金語言學的新聞群組 （页面存档备份，存于）（英文）
- The Lord of the Rings Fanatics Library（英文）
- Tolkien information: Languages, Elves, the Ainur, and the Valar （页面存档备份，存于）（英文）